# Diosa de la noche
Diosa de la noche es el decimosegundo álbum de estudio de la artista Gloria Trevi. Se lanzó el 31 de mayo de 2019 en todo el mundo bajo el sello de Universal Music Latino.
Diosa de la Noche es un disco conceptual, en alusión a los seres divinos y la magia de la noche para lograr un momento único acompañado de la música "la vida es corta, pero la noche es larga",  con el cual Gloria realizó mancuerna con importantes productores discográficos como Armando Ávila, Alcover, Maffio y en el cual Trevi misma fungió como productora ejecutiva del proyecto.

## Promoción
Se lanzaron como sencillo durante 2018 «Que me duela», un tema escrito por Gloria y producido por Alcover con ritmos Pop, EDM y acompañado de un grandioso video al estilo vampírico, que lo colaron en el primer lugar de las radios mexicanas.  
«Me lloras» la colaboración en conjunto de Charly Black bajo influencias de Regué. Su video fue vetado en tres ocasiones en YouTube por supuestamente llamar a la violencia por Gloria usar un encendedor como arma, en la radio con su letra explícita corrió con el veto también. Hechos que no le impidieron colarse en el número 1 de Monitor Latino en México y Puerto Rico, en los primeros lugares del  Latin Pop Songs de Billboard, una certificación oro en Amprofon México y más de 150 millones de streams en plataformas digitales. 
«Ellas soy yo», este último tema fue presentando en los Latin American Music Awards. En 2019, continuó con la promoción del disco ubicando los temas «Vas a recordarme», «Hijoepu*#» con la cantante colombiana Karol G, este último ganó una gran aceptación por el público a su salida inmediata logró dominar las listas de ventas en iTunes en más de 9 países, llegó a los diez primeros lugares de Billboard en México y Estados Unidos, ha generado más de 180 millones de streams, logró un disco de oro en RIAA USA y seleccionada entre las colaboraciones por mujeres latinas más grandes de todos los tiempos.
«Ábranse perras» otro sencillo destacado del álbum, que se coronó como la canción más sonada del verano en México y la Comunidad LGBT la hizo suya convirtiéndola en un himno de empoderamiento y clásico entre la misma, fue interpretada en los Premios de la Radio y en la premiación de Gloria con el Mr Gay España en la madre patria durante el mes del orgullo gay.
Su octava gira para promover el álbum Diosa de la Noche Tour comenzó el 2 de mayo en la ciudad de Querétaro y visitó Norteamérica, Centro América y Sudamérica. Fue la artista latina con la gira más exitosa del 2020 según el reporte de la revista Pollstar lo que le valió una nominación a Premio Lo Nuestro en la categoría "Tour del Año". Se convirtió en la única artista en abrir tres fechas consecutivas llenos totales con más de 66mil asistentes en la Arena CDMX .

## Desempeño Comercial
Diosa de la Noche en los Estados Unidos alcanzó el puesto once en la lista Latin Pop Albums de Billboard como máxima posición, con una semana de ventas de 5000 unidades físicas y digitales, la más grande y el disco mejor posicionado durante el 2019 para una cantante mexicana. Este marcó su primer álbum de estudio que no alcanzó los primeros diez lugares desde Más turbada que nunca (1994). Mientras que en el Top Álbums Sales se posicionó en la quinta posición siendo el proyecto femenino más vendido durante esa semana. Tiempo después la Recording Industry Association of America (RIAA) lo certificó con un Disco de oro (Latin) por las altas ventas en el país.
En México debutó directamente en el primer puesto de la Asociación Mexicana de Productores de Fonogramas y Videogramas (AMPROFON) como el disco en español y a nivel general más vendido del país, en el cual se mantuvo encabezando el listado durante dos semanas consecutivas, así como en el Mixup Albums. Lo que le valió una certificación de Disco de oro y platino por distribuir más de 100.000 copias en el país.
La producción discográfica en Europa, particularmente España hizo su aparición en la casilla número trece del Spain Albums Chart. Chile marcó su cuarto mercado más fuerte, según informó la Federación Internacional de la Industria Fonográfica (IFPI) en el Top Albums Chart del país debutó en el puesto 25 del conteo.

## Recepción
El álbum fue lanzado el 31 de mayo a nivel mundial vía streaming y también en tiendas físicas. El estreno del disco fue cubierto por los medios más importantes de México, Estados Unidos y España, tales como Rolling Stones que citó "la única e inigualable Reina del Pop Mexicano está de vuelta con un prometedor y enérgico elemento músical". E. Entertainment! y The New York Times redactaton artículos que elogiaban y favorecían críticamente la calidad de la nueva carta presentada por Trevi. 
A pocas horas de conteo el disco logró debutar en la cima de iTunes en países como: USA Latin México, Argentina, Ecuador, Panamá, Costa Rica, Guatemala y República Dominicana, así como también en el conteo de Turquía, Brasil, Rusia, España, Noruega, Colombia, Perú y el número 44 en Estados Unidos su mejor posición hasta la fecha. Esto lo posicionó como el álbum por una cantante mexicana con más #'1 en iTunes durante el año 2019.
En Spotify en las listas semanales de Stream debutó en la posición 10 Global Latin y 5 USA Latin, así como 8 en el Global General y el 10 USA General, siendo este el quinto disco con el mejor desempeño por una mexicana en las listas mundiales de la plataforma.

## Lista de canciones
| Edición estándar |                                | |          |  |
| N.º              | Título                         | Escritor(es)                                                                                                 | Duración |  |
| 1.               | «Diosa de la noche»            | Gloria Treviño, Sebastian Jacome                                                                             | 4:35     |  |
| 2.               | «Ábranse perras»               | Treviño, Marcela de la Garza                                                                                 | 3:19     |  |
| 3.               | «Rómpeme el corazón»           | Treviño, De la Garza, Armando Ávila                                                                          | 3:30     |  |
| 4.               | «Que me duela»                 | Treviño, Julio Reyes, Jhoan Restituyo                                                                        | 3:21     |  |
| 5.               | «Yo soy su vida»               | Treviño, De la Garza                                                                                         | 3:39     |  |
| 6.               | «Me lloras» (con Charly Black) | Treviño, De la Garza, Jonathan Bryan Thiel, Ivan Barrera                                                     | 3:34     |  |
| 7.               | «Vas a recordarme»             | Treviño, Joss Favela                                                                                         | 3:55     |  |
| 8.               | «Mediterráneo»                 | Treviño, Carlos Ariel Peralta                                                                                | 3:27     |  |
| 9.               | «Ellas soy yo»                 | Treviño, De la Garza                                                                                         | 3:50     |  |
| 10.              | «Yo tengo hoy»                 | Treviño, Carl Ryden, Ali J                                                                                   | 3:39     |  |
| 11.              | «Tribu»                        | Treviño, De la Garza                                                                                         | 3:39     |  |
| 12.              | «Hijoepu*#» (con Karol G)      | Treviño, Carolina Giraldo, Camilo Echeverría, Antonio Cortés, Daniel Echavarría, Mario Cáceres, Ivan Barrera | 3:08     |  |

## Certificaciones
| País (organismo certificador) | Certificación | Unidades certificadas |
| ----------------------------- | ------------- | --------------------- |
| México (AMPROFON)             | Platino + Oro | 90 000                |